# Sporetus abstrusus
Sporetus abstrusus là một loài bọ cánh cứng trong họ Cerambycidae.